# Vianema
Il Vianema è una tecnica di gioco che fu adoperata dalla squadra di calcio della Salernitana nella seconda metà degli anni 1940 che nacque da un'idea di Antonio Valese sotto la guida tecnica di Gipo Viani, destinata a modificare il successivo modo di giocare nel calcio italiano. Il nome di tale tecnica è un termine coniato in ambito giornalistico.
Si trattò di una revisione del sistema, e ai tempi in cui fu adottata tale tecnica venne considerata una vera e propria rivoluzione tattica, che contribuì a modificare molti dei futuri schemi di gioco: ad esempio da tale tecnica ebbe in seguito origine il catenaccio italiano.
Tale schema di gioco introdusse per la prima volta in modo sistematico il ruolo del libero.

## Caratteristiche

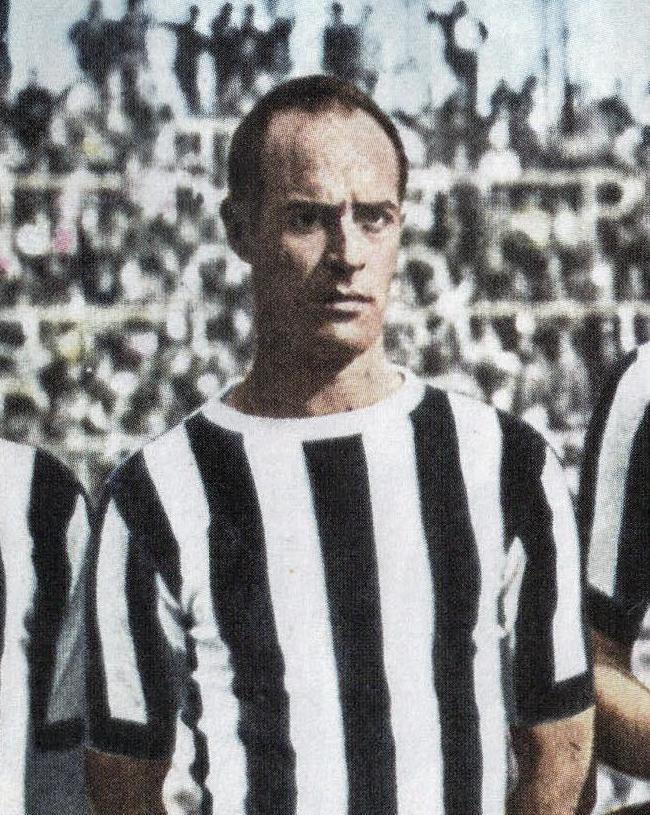
Il finto centravanti Alberto Piccinini

Considerabile come una revisione del cosiddetto sistema, si trattò di una tecnica del gioco del calcio che consistette nello schierare il mediano Alberto Piccinini con il numero 9, dunque come finto centravanti, in modo che appena iniziava la gara venisse impiegato nella marcatura dell'attaccante avversario, facendo da riferimento fra attacco e difesa ricoprendo il ruolo di mediano, mentre il difensore centrale Ivo Buzzegoli, svincolato da compiti di marcatura, passava a ricoprire il ruolo del libero, col compito di intervenire ovunque si sviluppasse l'azione d'attacco avversaria.
Lo schema di gioco previsto dal Vianema ebbe un carattere molto difensivista, e pertanto venne criticato ai tempi dal giornalismo sportivo. Tuttavia, negli anni si affermò come modello di riferimento utile a rivoluzionare il calcio: da questo schema infatti trae ad esempio spunto la tecnica del catenaccio.
Il Vianema da un lato offriva alla squadra una buona copertura difensiva, dall'altro consentiva in qualche occasione anche di attaccare, attraverso un gioco che si sviluppava sulle fasce.

## Storia

L'allenatore Gipo Viani

Il Vianema nacque da un'idea di Antonio Valese che lo sperimentò durante un torneo estivo, e in seguito lo suggerì all'allenatore Gipo Viani.
La tattica che nacque da quell'idea prese il nome di Vianema, e venne utilizzata dalla Salernitana nella stagione di Serie A 1947-1948, allorquando il club campano, definito come "Torino del Sud" riuscì a contenere gli attaccanti di molte compagini della massima divisione nazionale. Valese e Viani furono in contrasto per quanto concerne la paternità del metodo, e proprio per tale polemica, il capitano granata che fu tra i protagonisti del precedente vittorioso campionato di Serie B 1946-1947, lasciò la squadra prima che il torneo di massima serie iniziasse.
Tale schema di gioco, criticato per l'eccessivo ostruzionismo e difensivismo, consentì alla Salernitana di non sfigurare contro le squadre più blasonate del primo livello nazionale.